# Oczepiny

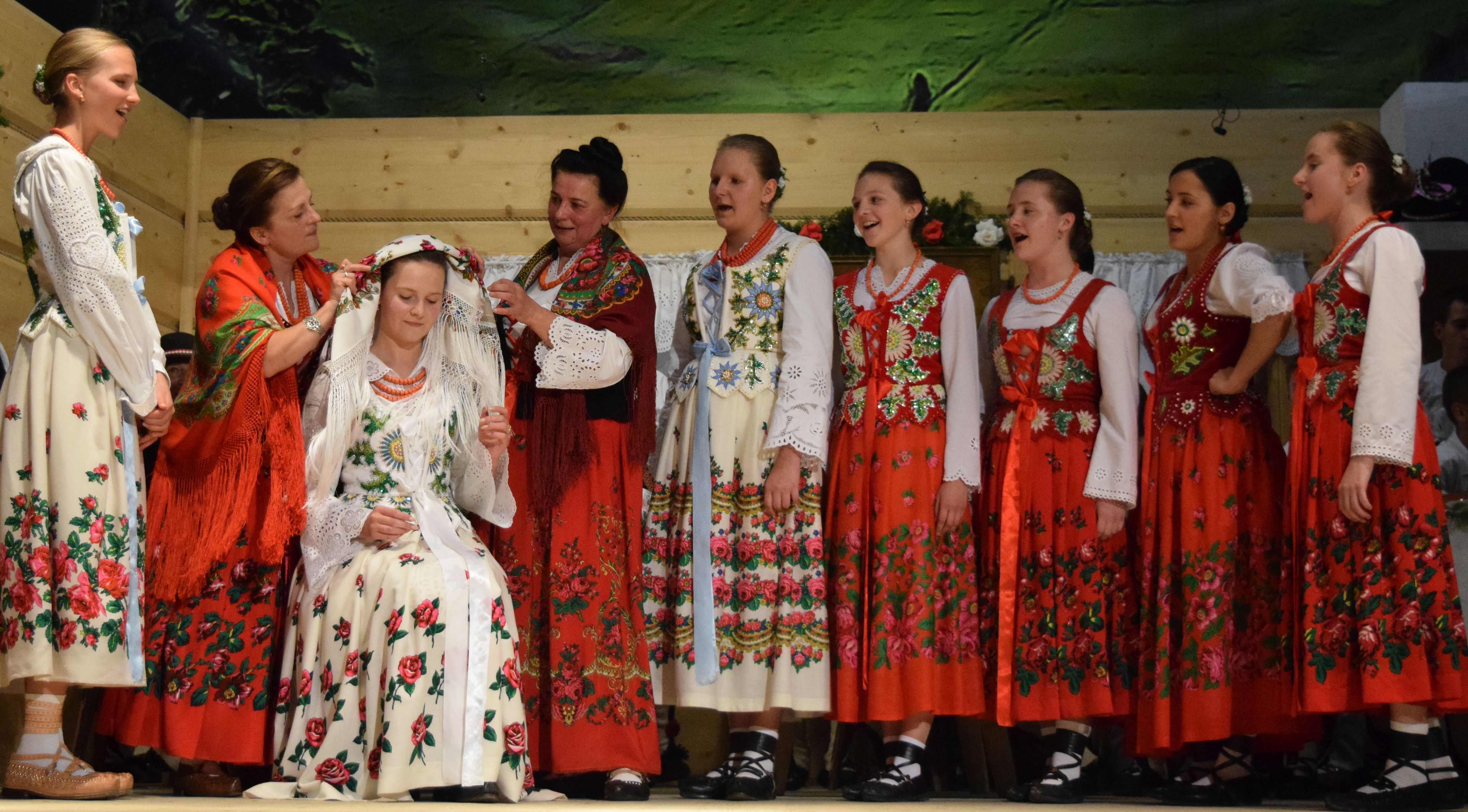
"Wesele góralskie", przedstawienie w Domu Ludowym w Bukowinie Tatrzańskiej – oczepiny panny młodej

Oczepiny (zwane też przedbabinami, czepieniem, czepinami) – dawny obrzęd weselny znany u większości ludów słowiańskich, podczas którego panna młoda symbolicznie przechodziła ze stanu panieńskiego w zamężny. Nazwa oczepiny pochodzi od czepca, nakrycia głowy, jakie nosiły mężatki w miejsce panieńskiego wianka.
Oczepiny odbywały się o północy, kiedy to pannę młodą prowadzono do bocznej izby, śpiewając przy tym najstarszą pieśń weselną Oj, chmielu, chmielu... Potem druhny zdejmowały z głowy panny młodej wianek, ścinano jej warkocz lub skracano włosy, a starsze zamężne kobiety nakładały czepiec. Czepiec weselny, z białego płótna, misternie haftowany, najczęściej był podarunkiem od matki chrzestnej. Brat panny młodej lub najstarszy drużba wręczał go starościnie (która często była wcześniej swatką). Umieszczony na głowie, naznaczony znakiem krzyża, stawał się atrybutem małżeństwa.
Oczepinom wtórowały różne konwenanse: panna młoda "na niby" strząsała i deptała czepek, czasem któryś z drużbów zamiast czepka wkładał jej na głowę męski kapelusz, uciekała dookoła stołu przed mężatkami chcącymi ją oczepić, broniła się przed oczepinami sama lub "pomagali" jej żonaci mężczyźni.
Współcześnie w Polsce pozostałością oczepin jest spotykany na wsi w niektórych regionach zwyczaj datków "na czepiec".

## Historia obrzędu
W literaturze oczepiny opisywane są nie tylko jako symboliczna część uroczystości weselnej, ale również jako ważne wydarzenie w życiu panny młodej. Dziewczyna wychodząca za mąż poprzez obrzęd oczepin zyskiwała świadomość zmiany, która nadchodziła w jej życiu. Znakiem tego w czasie oczepin panna młoda płakała w tęsknocie za panieńskim okresem życia, jak również w obawie przed tym, co ją czeka w okresie małżeństwa.
Oczepiny najczęściej rozgrywały się późnym wieczorem. Zamężne kobiety zabierały wtedy pannę młodą do innego pomieszczenia, usadawiały ją na ławie, stołku bądź skrzyni i ściągały jej wianek. W rytuale oczepin, który stanowił swoisty akt inicjacji małżeńskiej, brały udział wyłącznie kobiety.

Uroczystość zaczynała się najczęściej od przemowy starościny, która w imieniu wszystkich zgromadzonych mężatek słała pozdrowienia w kierunku panny młodej, natomiast zebrane wokół niej druhny śpiewały:
Oj ino dziś, ino dziś
We wianecku chodzisz.
Słysząc to panna młoda pytała:
Oj czemuż to czemuż
Moga jeszcze i jutro
a druhny odpowiadały:
Oj nie możesz, nie możesz
Wisi czepiec w komorze.
Większość oczepinowych przyśpiewek jest pełna smutku i przygnębienia. Należy bowiem pamiętać, że dziewczyna zazwyczaj wychodziła za mąż bez miłości, zaś jej wybranek wybierany był przez rodziców kobiety. Nie dziwi więc fakt, że wiele pieśni ludowych przedstawia obraz płaczącej nad strumykiem dziewczyny, która nie chce dać sobie uciąć włosów, które obok wianka były przejawem ich panieństwa. Wizerunek młodej dziewczyny siedzącej nad rzeką, czeszącej w płaczu swoje włosy był oznaką utraconego już wianka lub sygnałem, że panna młoda jest tuż przed oczepinami.
Pierwotnie oczepiny odbywały się po przenosinach młodej do domu męża. Od początku XX wieku oczepin dokonywano w czasie trwania wesela. Zgodnie z tradycją oczepiny odbywały się w komorze. Młoda broniła się przed tym, uciekała. Za jej odnalezienie odpowiedzialni byli drużbowie, którzy mieli doprowadzić ją do izby. Obrzędu oczepin dokonywała starościna, tzw. swaszka, wraz ze starszymi gospodyniami. Panna młoda siedziała na dzieży odwróconej denkiem do góry, na którą czasem kładziono barani kożuch z wywróconą sierścią (symbol płodności). Młodej pannie zdejmowano wianek i zakładano czepiec oraz chustkę. Od tego momentu stawała się pełnoprawną gospodynią, „babą”. Od początku XX wieku oczepiny odbywały się nie w komorze, a w izbie przy udziale wszystkich uczestników wesela. Po oczepinach młoda mężatka musiała zatańczyć specjalny taniec ze starościną, drużkami i młodym zwany wywodnim, podczas którego zwyczajowo kulała. Oczepinom towarzyszyło wiele obrzędowych pieśni weselnych, nieraz o żartobliwym charakterze: 
Kasiuniu, Kasiuniu, policz dziurki w dachu,
Tyle będziesz miała w pierwszą nockę strachu.
Jak cię będą czepić spojrzyj do powały,
Żeby twoje dzieci czarne oczy miały.
Kasiuniu, Kasiuniu, już jesteś po ślubie,
Puść ptaszka do gniazdka, niech sobie podzióbie.
Jak się będziesz bała, przykryjże się z głową,
Niech się co chce dzieje z tą drugą połową.
Nasza pani młoda piękna jak jagoda,
Tylko zapłakana, bo jej wianka szkoda.
Myślałaś Kasiuniu, że Jasio lilijo
Nieraz, ci on nieraz, oczka popodbijo.
Czemuż żeś się Jasiu w kościele rumienił
Pewnie ci żal było, żeś się już ożenił.
Pamiętaj Jasiuniu, nie przychodź pijany,
Bo ci się Kasiunia odwróci do ściany.
Kolejnym przykładem popularnej niegdyś pieśni, śpiewanej przez drużki, a niekiedy nawet przez wszystkich weselników, jest poniższy tekst, w dzisiejszych czasach już prawie zapomniany:
Jeszcześ jest panienką,
jeszcześ jest bez troski,
póki ci czapeczka, póki ci czapeczka
na czoło nie dadzom.
Bo jak ci go dadzom
włosy poswijajom,
już ci tak nie będzie,
chociaż ci zagrają.
W imieniu panny młodej, druhny okazjonalnie śpiewały:
Kajście to wy druhny były,
kiej mie baby czepiły,
wioneczek mi wzięły,
czepeczek mi dały.
Po oczepinach kobiety wprowadzały pannę młodą do weselnej izby, po czym rozpoczynały tzw. taniec kobiet. Musiały przy tym dbać o to, by każda kolejno przetańczyła jeden taniec z panną młodą. W czasie gdy panna młoda tańczyła, inne kobiety śpiewały. Pieśni nadal dotyczyły głównie zdjęcia wianka i wejścia panny młodej w rolę mężatki. Toteż były one pełne wspomnianych już motywów skargi pani młodej, że ją zmuszono do zdjęcia wianka i włożenia czepca oraz do kochania tego, którego jej wybrały inne kobiety. Te pieśni miały już jednak żartobliwy charakter. Przykładem jednej z takich pieśni jest poniższy fragment pochodzący z okolic Śląska, śpiewany najczęściej przez mężczyzn: 
Przypatrzcie się wszyscy ludzie,
W wianku była, w czepcu idzie,
Pięknie jej było w wioneczku
Jeszcze piękniej jest w czepeczku.
W województwie gliwickim wykonywano taniec zwany Kalym. Uważa się, że jest to nazwa pochodzi z Turcji, a sam taniec stanowi swoisty relikt dawnego wykupu panny młodej. W czasie tańców, już po obrzędzie oczepin, chodziły trzy kobiety, które roznosiły gościom wino, kołacz oraz zbierały datki na czepiec pani młodej. Podchodziły one do gości weselnych i prośbę o datek kierowały imiennie do każdego z weselników następującymi słowami:
Z zielonej pszeniczki
Wyrywomy osty,
Nie będzie czepeczka,
Bez datku starosty.
Refren śpiewali wszyscy goście. Brzmiał on:
Dejcie, dejcie, nie żałujcie,
Młodej pani na czepeczek podarujcie,
Zielony Rozmaryjon,
Naszych chłopców kusi,
Każdy dobry drużba
Na czepiec dać musi,
Dejcie, dejcie, nie żałujcie [...]
Zwrotkę, która wieńczyła pieśń wraz z prośbą o datek kierowano do pana młodego. Musiał on dać największy datek, po czym dopiero mógł odebrać swą żonę, której podawał kubek wina, a następnie częstował winem każdą z kobiet. Dawniej uważano, że na tym w zasadzie kończył się obrzęd oczepin.
W relacjach najstarszych informatorów zachowane są wspomnienia o formie oczepin, jaka panowała mniej więcej do czasu I wojny światowej. Wówczas to młodej mężatce rzeczywiście zakładano na głowę czepek, który musiała mieć na głowie aż do końca weselnego przyjęcia. Istniał wtedy jasno sprecyzowany nakaz, by kobiety zamężne nosiły go na głowie.

Po oczepinach, zarówno tych w formie klasycznej czy uproszczonej, zabawa zaczynała się na nowo i z reguły trwała do rana. Przy rzeczywistym końcu imprezy, najczęściej śpiewano:
Nie pódymy do dom,
aż rano, aż rano,
aże bydzie świtało.
Nie pódymy do dom,
aż bydzie dziyń.

## Współczesne oczepiny
Współcześnie obrzęd oczepin, nawet w formie zabawy, zanika. Funkcjonuje powszechne zjawisko kulturowe polegające na tym, że po północy panna młoda przebiera się w inną suknię.
Obecnie oczepiny nie stanowią jednego z fundamentalnych filarów zabawy weselnej. Zabawy odbywające się w toku wesela mają charakter humorystyczny.
W okolicach północy często odbywa się celebra zdjęcia welonu przez pannę młodą. Co więcej, pan młody również pozbywa się krawatu lub muszki.
Podczas nowoczesnych oczepin m.in. przygotowuje się około stu balonów. Do dwóch wkłada się karteczki z napisem "Pan Młody" i "Panna Młoda". Wygrywa ten, kto je znajdzie poprzez nakłuwanie igłą balonów.
Organizacja współczesnych oczepin odbywa się najczęściej wokół kilku najpopularniejszych gier:
- zabawa w "karetę"
- rzucanie welonem i krawatem
- zabawa w "kotka i myszkę"
- zabawa "gdzie jest moja marynarka"
- zabawa w "10 obietnic panny młodej"
- zabawa w "pociąg przez Europę"
- wróżby weselne
- kalambury
- zabawa w "pantofelek"
- taniec na gazecie
- test zgodności pary młodej
- tańce pokoleniowe
- zabawa w orkiestrę
- zabawa w "sztafetę"[11]